# Deportivo Liceo
Il Deportivo Liceo, noto anche come Hockey Club Liceo La Coruña, HC Liceo o Liceo La Coruña, è un club di hockey su pista avente sede a La Coruña. I suoi colori sociali sono il verde e il bianco.
Nella sua storia ha vinto in ambito nazionale otto campionati nazionali, dieci Coppe del Re e tre Supercoppe di Spagna; in ambito internazionale vanta sei Euroleghe, due Coppe delle Coppe, tre Coppa CERS/WSE, sei Coppe Continentali e cinque Coppe Intercontinentale
La squadra disputa le proprie gare interne presso il Pazo dos Deportes de Riazor, a La Coruña.

## Cronistoria
| Cronistoria del Deportivo Liceo |
| --- |
| - 1972 · Fondazione del Club Deportivo Liceo La Paz. - 1972-1973 · 1º in 2ª Galega. Promosso in 1ª Galega. - 1973-1974 · 1º in 1ª Galega. Promosso in Primera División. - 1974-1975 · 10º in Primera División. - 1975-1976 · 9º in Primera División. - 1976-1977 · 11º in Primera División. - 1977-1978 · 8º in Primera División. Ottavi di finale di Coppa del Re. - 1978-1979 · 2º in Primera División. Promosso in Div. de Honor. Ottavi di finale di Coppa del Re. - 1979 · Cambia denominazione in Hockey Club Liceo La Coruña. - 1979-1980 · 6º in División de Honor. Sedicesimi di finale di Coppa del Re. - 1980-1981 · 3º in División de Honor. Ottavi di finale di Coppa del Re. - 1981-1982 · 2º in División de Honor. Vince la Coppa del Re (1º titolo). Vince la Coppa CERS (1º titolo). - 1982-1983 · Campione di Spagna (1º titolo). Finale di Coppa del Re. Semifinale di Coppa delle Coppe. - 1983-1984 · 3º in División de Honor. Vince la Coppa del Re (2º titolo). Finale di Coppa dei Campioni. - 1984-1985 · 2º in División de Honor. Finale di Coppa del Re. Semifinale di Coppa delle Coppe. - 1985-1986 · Campione di Spagna (2º titolo). Finale di Coppa del Re. Quarti di finale di Coppa dei Campioni. - 1986-1987 · Campione di Spagna (3º titolo). Finale di Coppa del Re. Vince la Coppa dei Campioni (1º titolo). Vince la Coppa Intercontinentale (1º titolo). - 1987-1988 · 2º in División de Honor. Vince la Coppa del Re (3º titolo). Vince la Coppa dei Campioni (2º titolo). Vince la Supercoppa d'Europa (1º titolo). - 1988-1989 · 3º girone B 1ª fase, 2º girone titolo in División de Honor. Vince la Coppa del Re (4º titolo). Quarti di finale di Coppa dei Campioni. Vince la Supercoppa d'Europa (2º titolo). Vince la Coppa Intercontinentale (2º titolo). - 1989-1990 · Campione di Spagna (4º titolo). Ottavi di finale di Coppa del Re. Vince la Coppa delle Coppe (1º titolo). - 1990-1991 · Campione di Spagna (5º titolo). Vince la Coppa del Re (5º titolo). Quarti di finale di Coppa dei Campioni. Vince la Supercoppa d'Europa (3º titolo). - 1991-1992 · 1º girone B 1ª fase, 2º girone titolo in División de Honor. Quarti di finale di Coppa del Re. Vince la Coppa dei Campioni (3º titolo). - 1992-1993 · Campione di Spagna (6º titolo). Quarti di finale di Coppa del Re. Semifinale di Coppa dei Campioni. Vince la Supercoppa d'Europa (4º titolo). Vince la Coppa Intercontinentale (3º titolo). - 1993-1994 · 3º in División de Honor. Finale di Coppa del Re. Quarti di finale di Coppa dei Campioni. - 1994-1995 · 3º girone A 1ª fase, 4º girone titolo in División de Honor. Vince la Coppa del Re (6º titolo). Semifinale di Coppa delle Coppe. - 1995-1996 · 2º girone B 1ª fase, 2º girone titolo in División de Honor. Vince la Coppa del Re (7º titolo). Vince la Coppa delle Coppe (2º titolo). - 1996-1997 · 2º girone B 1ª fase, 6º girone titolo in División de Honor. Vince la Coppa del Re (8º titolo). Semifinale di Champions League. - 1997-1998 · 8º in División de Honor. Quarti di finale di Coppa del Re. Fase a gironi di Champions League. - 1998-1999 · 2º in División de Honor. Quarti di finale di Coppa del Re. Vince la Coppa CERS (2º titolo). - 1999-2000 · 2º in División de Honor. Quarti di finale di Coppa del Re. Ottavi di finale di Champions League. Finale di Coppa Continentale. - 2000-2001 · 5º in División de Honor, quarti di finale dei play-off. Quarti di finale di Coppa del Re. Finale di Champions League. - 2001-2002 · 3º in División de Honor, semifinale dei play-off. Quarti di finale di Coppa del Re. - 2002-2003 · 7º in OK Liga, primo turno dei play-off. Quarti di finale di Coppa del Re. Vince la Champions League (4º titolo). - 2003-2004 · 5º in OK Liga, semifinale dei play-off. Vince la Coppa del Re (9º titolo). Fase a gironi di Champions League. Vince la Coppa Continentale (5º titolo). Vince la Coppa Intercontinentale (4º titolo). - 2004-2005 · 8º in OK Liga, quarti di finale dei play-off. Finale di Supercoppa di Spagna. Ottavi di finale di Champions League. Ottavi di finale di Coppa CERS. - 2005-2006 · 9º in OK Liga. - 2006-2007 · 4º in OK Liga, semifinale dei play-off. Semifinale di Coppa del Re. - 2007-2008 · 3º in OK Liga, semifinale dei play-off. Semifinale di Coppa del Re. Semifinale di Eurolega. - 2008-2009 · 3º in OK Liga, finale dei play-off. Semifinale di Coppa del Re. Semifinale di Eurolega. - 2009-2010 · 2º in OK Liga. Semifinale di Coppa del Re. Vince la Coppa CERS (3º titolo). - 2010-2011 · 2º in OK Liga. Semifinale di Coppa del Re. Vince l'Eurolega (5º titolo). Finale di Coppa Continentale. - 2011-2012 · 2º in OK Liga. Semifinale di Coppa del Re. Vince l'Eurolega (6º titolo). Finale di Coppa Continentale. - 2012-2013 · Campione di Spagna (7º titolo). Semifinale di Coppa del Re. Quarti di finale di Eurolega. Vince la Coppa Continentale (6º titolo). Vince la Coppa Intercontinentale (5º titolo). - 2013-2014 · 2º in OK Liga. Quarti di finale di Coppa del Re. Semifinale di Supercoppa di Spagna. Quarti di finale di Eurolega. - 2014-2015 · 2º in OK Liga. Semifinale di Coppa del Re. Finale di Supercoppa di Spagna. Quarti di finale di Eurolega. - 2015-2016 · 3º in OK Liga. Semifinale di Coppa del Re. Finale di Supercoppa di Spagna. Quarti di finale di Eurolega. - 2016-2017 · 3º in OK Liga. Semifinale di Coppa del Re. Vince la Supercoppa di Spagna (1º titolo). Quarti di finale di Eurolega. - 2017-2018 · 2º in OK Liga. Finale di Coppa del Re. Semifinale di Supercoppa di Spagna. Quarti di finale di Eurolega. - 2018-2019 · 2º in OK Liga. Finale di Coppa del Re. Vince la Supercoppa di Spagna (2º titolo). Fase a gironi di Eurolega. - 2019 · A seguito collaborazione con il club di calcio del Deportivo de La Coruña assume la denominazione Deportivo Liceo. - 2019-2020 · 2º in OK Liga. Semifinale di Supercoppa di Spagna. Quarti di finale di Eurolega. Stagione interrotta a causa della pandemia di COVID-19. - 2020-2021 · 2º in OK Liga. Vince la Coppa del Re (10º titolo). Semifinale di Supercoppa di Spagna. Fase a gironi di Eurolega. - 2021-2022 · Campione di Spagna (8º titolo). Quarti di finale di Coppa del Re. Vince la Supercoppa di Spagna (3º titolo). - 2022-2023 · 2º in OK Liga, finale dei play-off. Finale di Coppa del Re. Semifinale di Supercoppa di Spagna. Fase a gironi di Champions League. |

## Palmarès

### Competizioni nazionali
21 trofei
- Campionato spagnolo: 8

1982-1983, 1985-1986, 1986-1987, 1989-1990, 1990-1991, 1992-1993, 2012-2013, 2021-2022
- Coppa del Re: 10

1982, 1984, 1988, 1989, 1991, 1995, 1996, 1997, 2004, 2021
- Supercoppa di Spagna: 3

2016, 2018, 2021

### Competizioni internazionali
22 trofei
- CERH European League: 6

1986-1987, 1987-1988, 1991-1992, 2002-2003, 2010-2011, 2011-2012
- Coppa delle Coppe: 2 (record spagnolo)

1989-1990, 1995-1996
- Coppa CERS/WSE: 3 (record condiviso con il Barcelos, il Novara e il Lleida)

1981-1982, 1998-1999, 2009-2010
- Supercoppa d'Europa/Coppa Continentale: 6

1987-1988, 1988-1989, 1990-1991, 1992-1993, 2003-2004, 2012-2013
- Coppa Intercontinentale: 5

1987, 1989, 1993, 2004, 2012

## Statistiche

### Partecipazioni ai campionati
| Livello | Categoria         | Partecipazioni | Debutto   | Ultima stagione | Totale |
| ------- | ----------------- | -------------- | --------- | --------------- | ------ |
| 1º      | División de Honor | 23             | 1979-1980 | 2001-2002       | 44     |
| 1º      | OK Liga           | 21             | 2002-2003 | 2022-2023       | 44     |
| 2º      | Primera División  | 5              | 1974-1975 | 1978-1979       | 5      |
| 3º      | 1ª Galega         | 1              | 1973-1974 | 1973-1974       | 1      |
| 4º      | 2ª Galega         | 1              | 1972-1973 | 1972-1973       | 1      |

### Partecipazioni alla coppe nazionali
| Competizione         | Partecipazioni | Debutto | Ultima stagione |
| -------------------- | -------------- | ------- | --------------- |
| Coppa del Re         | 41             | 1980    | 2023            |
| Supercoppa di Spagna | 11             | 2004    | 2022            |

### Partecipazioni alla coppe internazionali
| Competizione                                 | Partecipazioni | Debutto   | Ultima stagione |
| -------------------------------------------- | -------------- | --------- | --------------- |
| Coppa dei Campioni/Champions League/Eurolega | 30             | 1983-1984 | 2022-2023       |
| Supercoppa d'Europa/Coppa Continentale       | 9              | 1987-1988 | 2012-2013       |
| Coppa delle Coppe                            | 5              | 1982-1983 | 1995-1996       |
| Coppa Intercontinentale                      | 5              | 1987      | 2012            |
| Coppa CERS/WSE                               | 4              | 1981-1982 | 2009-2010       |

## Organico 2021-2022

### Giocatori
| N° | Naz.                 | Ruolo | Sportivo             |  |  |  |
| -- | -------------------- | ----- | -------------------- |  |  |  |
| 1  | Spagna (bandiera)    | P     | Carles Grau          |  |  |  |
| 5  | Spagna (bandiera)    | E     | César Carballeira    |  |  |  |
| 7  | Argentina (bandiera) | E     | Maxi Oruste          |  |  |  |
| 8  | Spagna (bandiera)    | E     | David Torres         |  |  |  |
| 9  | Spagna (bandiera)    | E     | Marc Grau            |  |  |  |
| 21 | Spagna (bandiera)    | E     | Jordi Burgaya        |  |  |  |
| 22 | Argentina (bandiera) | E     | Nanu Castro          |  |  |  |
| 27 | Spagna (bandiera)    | E     | Alex Rodriguez       |  |  |  |
| 61 | Argentina (bandiera) | P     | Matías Bridge        |  |  |  |
| 68 | Francia (bandiera)   | E     | Roberto Di Benedetto |  |  |  |
| 77 | Spagna (bandiera)    | E     | Jordi Adroher        |  |  |  |
| 88 | Spagna (bandiera)    | P     | Martín Rodríguez     |  |  |  |

### Staff tecnico
- Allenatore:  Juan Copa